# Hans Günter Winkler
Hans Günter Winkler (n. 24 iulie 1926, Barmen⁠(d), Germania – d. 9 iulie 2018, Warendorf, Renania de Nord-Westfalia, Germania) a fost un călăreț ce a reprezentat Germania, medaliat olimpic. A participat la 6 ediții ale Jocurilor Olimpice (1956, 1960, 1964, 1968, 1972, 1976) în care a câștigat 5 medalii de aur, o medalie de argint și o medalie de bronz.